# Vila de Rei
Vila de Rei és un municipi portuguès, situat al districte de Castelo Branco, a la regió del Centre i a la subregió de Pinhal Interior Sul. L'any 2004 tenia 3.242 habitants. Limita al nord amb Sertã, a l'est amb Mação, al sud amb Sardoal i Abrantes i a l'oest amb Ferreira do Zêzere.

## Població
| Població del concelho de Vila de Rei (1801 – 2004) | Població del concelho de Vila de Rei (1801 – 2004) | Població del concelho de Vila de Rei (1801 – 2004) | Població del concelho de Vila de Rei (1801 – 2004) | Població del concelho de Vila de Rei (1801 – 2004) | Població del concelho de Vila de Rei (1801 – 2004) | Població del concelho de Vila de Rei (1801 – 2004) | Població del concelho de Vila de Rei (1801 – 2004) | Població del concelho de Vila de Rei (1801 – 2004) |
| -------------------------------------------------- | -------------------------------------------------- | -------------------------------------------------- | -------------------------------------------------- | -------------------------------------------------- | -------------------------------------------------- | -------------------------------------------------- | -------------------------------------------------- | -------------------------------------------------- |
| 1801                                               | 1849                                               | 1900                                               | 1930                                               | 1960                                               | 1981                                               | 1991                                               | 2001                                               | 2004                                               |
| 3489                                               | 6742                                               | 6781                                               | 7399                                               | 7568                                               | 4654                                               | 3687                                               | 3354                                               | 3242                                               |

## Freguesies
- Fundada
- São João do Peso
- Vila de Rei